# Qatar Steel
Qatar Steel (in passato QASCO) venne fondata nel 1974 come il primo polo di produzione di acciaio integrato nel Golfo Persico.
 La produzione commerciale iniziò nel 1978 e l'azienda venne infine interamente acquisita da Industries Qatar nel 2003.

## Organizzazione dell'azienda
Tutte le acciaierie di Qatar Steel Company includono un processo industriale Midrex basato su un modulo Direct reduced iron DRI/HBI Combo Mega Module, forno elettrico ad arco con involucro refrattario, impianti d'acciaieria a colata continua e dei laminatoi specifici. Fra le altre strutture ausiliarie vanno incluse le jetty facilities, una sottostazione elettrica, un centro di controllo qualità, centri di manutenzione, servizi a getto d'acqua ed aria condizionata, gas naturale ed un punto di pronto soccorso.
Qatar Steel Company è annoverata fra i quattro maggiori produttori d'acciaio in Medio Oriente da MEED. Il suo principale polo di produzione in Qatar è situato nella città industriale di Mesaieed 45 km a sud di Doha. Oltre che in Qatar l'azienda opera parimenti negli Emirati Arabi Uniti tramite la propria filiale Qatar Steel Company FZE.

## Storia
Qatar Steel è il nuovo nome della societa ed il marchio di commercio per Qatar Steel Company, QSC. Venne create il 14 ottobre 1974 tramite il Decreto dell'Emiro No. 130 sotto il vecchio nome QASCO come il primo polo di produzione d'acciaio nella regione del Golfo Persico. Si trattava di una joint venture fra il Governo del Qatar (70%) e due diverse aziende giapponesi, Kobe Steel (20%) e Tokyo Boeki (10%). Qasco inizio la propria produzione operativa di acciaio nel 1978 e, dopo vent'anni circa, nel 1997 le quote di Kobe Steel e di Tokyo Boeki vennero acquisite dal Governo del Qatar e trasferite a Qatar Petroleum; in seguito, durante la successiva riorganizzazione dell'aprile 2003, vennero trasferite a Industries Qatar (IQ).

### Cronologia
| Anno | Tappa importante |
| 1974 | Qatar Steel venne fondata il 14 ottobre con la ragione sociale precedente QASCO[1]. |
| 1978 | inizio della produzione d'acciaio. |
| 1981 | Raggiunto 1 milione di tonnellate di produzione per DR[4], EF[5], CC[6] and RM[7]. |
| 1989 | Raggiunti 5 milioni di tonnellate di produzione in tutti gli impianti. |
| 1991 | Acquisita certificazione Japanese Industrial Standards (JIS). |
| 1995 | Ottenuta certificazione ISO 9002. |
| 1997 | Acquisita interamente dal Governo del Qatar. |
| 1999 | Commissionato il Forno ad arco elettrico 3 (EAF3) con una capacità di 622.000 tonnellate metriche. Ottenuta la Certificazione ISO 14001 per il Management Ambientale. |
| 2002 | Consegue l'accreditazione del Programma di Gestione Ambientale Environmental Management Programme ISO 14001. |
| 2003 | Pienamente acquisita dal Governo, diviene parte di IQ (Industries Qatar)[3]. Celebra il proprio venticinquesimo anniversario. Acquisisce ed utilizza il sistema Oracle e-Business Suite per migliorare la produttività.[8] Acquisisce gli standard di qualità SASO dell'Arabia Saudita.[9] Raggiunge 15 milioni di tonnellate di produzione di acciaio fuso e di barre. |
| 2007 | Inaugura la propria nuova identità tramite la presentazione del nuovo nome e marchio Qatar Steel e promuovendo lo slogan “We Make Steel Matter”.[10] |
| 2008 | Celebra 30 anni di attività.[11] Inserita fra i quattro maggiori produttori di acciaio in Medio Oriente da MEED[2] |

## Impegno ambientale
Se paragonata ad altre aziende del settore dell'acciaio il vantaggio di Qatar Steel consiste nel fatto che i suoi poli di produzione si basano sempre su DRI, ovvero utilizzano del materiale grezzo già pulito. Vari metodi di riciclaggio e di riutilizzazione degli scarti di lavorazione vengono applicati, basando dunque il proprio processo di produzione industriale sull'utilizzo di materiale grezzo già pulito ed una tecnologia di fabbricazione dell'acciaio che è quella con la minor produzione relativa di emissioni di CO2 per tonnellata.
- Programma di Gestione Ambientale / Programme Management Environnemental

Seguendo un Programma di Gestione Ambientale, il contributo più importante dell'azienda si concentra sulla limitazione delle emissioni di polvere, delle quali in larga parte sono dovute alla tecnologia utilizzata negli anni 70 del secolo XX. Il rinnovo dei sistemi di raccolta delle emissioni e degli scarti materiali della produzione all'interno delle strutture che esistono è fra gli scopi del progetto. Nel quadro della gestione dei rifiuti, Qatar Steel continua a studiare varie opzioni per la riutilizzazione/riciclo dei suoi scarti di produzione. La pallettizzazione della polvere di produzione DR e della polvere EF, il riutilizzazione dei residui refrattari e l'estrazione di metallo a partire dalle scorie sono alcuni dei programmi in corso. L'utilizzazione dei vecchi pneumatici usati come una fonte di carbone nel processo di fusione d'acciaio è un altro passo in questa direzione. Questo progetto potrebbe contribuire a risolvere od a ridurre uno dei maggiori problemi dei rifiuti in Qatar.
- ISO 14001:2004

L'azienda ha adottato il nuovo Programme Management Environnemental ISO 14001:2004 come un altro passo verso i nuovi standard della protezione ambientale adottati globalmente. L'allineamento degli obiettivi e dei parametri ambientali con gli obiettivi HSE dell'azienda stessa vengono considerati dei passi importanti di Qatar Steel Company durante questo periodo di transizione.

## Presenza negli Emirati Arabi Uniti
Qatar Steel Company FZE è stata fondata nell'agosto 2003 per produrre barre d'acciaio.
La società opera in due diversi siti di produzione nel proprio polo industriale di 60.000 m² a Jebel Ali Free Zone, molto vicina all'aeroporto di Dubai: una moderna acciaieria Wire Rod Mill d'una capacità effettiva di 240.000 tonnellate metriche per anno e l'acciaieria Rebar con una capacità annuale di 50.000 m². Quest'ultima verrà prossimamente rimpiazzata tramite una nuova moderna acciaieria da VAI–POMINI raggiungendo una capacità di produzione di 300.000 m².